# Monmouthshire
Monmouthshire (walisisk: Sir Fynwy) er et hovedområde i det sydøstlige Wales. Navnet kommer fra det historiske county af samme navn; det moderne county dækker den østlige tre-femtedele af det historiske county.
I 2017 havde countiet 95.164 indbyggere.
Den største by Abergavenny, mens andre større byer og landsbyer er Caldicot, Chepstow, Monmouth, Magor og Usk. Countiet grænser op til Torfaen, Newport og Blaenau Gwent mod vest; Herefordshire og Gloucestershire mod øst; og Powys mod nord.

## Seværdigheder
- Chepstow Castle[1]
- Raglan Castle[2]
- Monmouth[3]
- Trellech[4]
- Abergavenny Castle[5]
- Wye Valley[6]
- Black Mountains[7]
- Brecon Beacons National Park[8]
- White Castle[9]
- Skenfrith Castle[10]
- Grosmont Castle[11]
- Three Castles Walk[12]
- Offa's Dyke[13]
- Llanthony Priory[14]
- Tintern Abbey[15]
- Usk[16]
- Usk Valley Walk[17]
- Abergavenny[18]
- Monmouthshire and Brecon Canal[19]
- Marches Way[20]
- Monnow Valley Walk[21]
- Caldicot Castle[22]
- The Kymin[23]
- The Sugar Loaf[24]

Scenic Railway Line:
- Gloucester to Newport Line